# Витамин B12
Bитамин B12 е водоразтворим витамин, полезен за периферната и централната нервна система, поддържащ активността на имунната система и здравето на нервните ĸлетĸи – вĸлючително тези, необходими за сигнализиране на невротрансмитерите, и за образуването на защитно поĸритие на нервите, наречено миелинова обвивка на ĸлетĸата. Когато нивата на витамин B12 са ниски, почти всички ĸогнитивни функции могат да бъдат нарушени.
Дефицитът на B12 в човешкия организъм може да доведе до храносмилателни нарушения и повишен рисĸ от сърдечни заболявания.
Витамин B12 съдържа химичния елемент кобалт, поради което всички форми на витамина са известни като кобаламини. Метилкобаламин и 5-деоксиаденозилкобаламин са форми на витамин В12, активни в човешкия метаболизъм. Често използвано име за субстанцията в медицинската литература е цианкобаламин.

През 1920 година Джордж Уипъл прави експерименти с животни, болни от сърповидноклетъчна анемия, като търси подходящо лечение на заболяването. Медикът открива, че след прием на големи количества черен дроб се наблюдава значително подобрение в състоянието им, като в продължение на няколко години този метод на терапия е бил единствен.
Няколко години по-късно в резултат на задълбочени проучвания е изолирано водоразтворимото вещество B12, произвеждано от бактерии. Подробностите около строежа на витамина се изясняват през 1956 година от Дороти Ходжкин и нейния екип, след което започва масовото производство на витамина.
В човешкия организъм витамин В12 постъпва чрез храната. Източниците на витамин В12 са главно от животински произход: риба, черен дроб, месо (пилешко, пуешко, говеждо), мляко и млечни продукти, яйца.

## Диагностика
Тъй като няма златен стандартен тест за дефицит на витамин В12, се извършват няколко различни лабораторни теста, за да се потвърди подозираната диагноза.
Серумната стойност на витамин В12 е по-скоро неподходяща, тъй като се променя късно, а освен това е относително нечувствителна и неспецифична.
Метилмалоновата киселина в урината или кръвната плазма се счита за функционален маркер на витамин В12, който се увеличава, когато запасите от витамин В12 са изчерпани.  Въпреки това, повишените нива на метилмалонова киселина могат също да показват често пренебрегваното метаболитно нарушение, наречено комбинирана малонова и метилмалонова ацидурия (CMAMMA).
Най-ранният маркер за дефицит на витамин В12 е ниското ниво на холотранскобаламин (holoTC), който е комплекс от витамин В12 и неговия транспортен протеин.